# Daniel Leistner
Daniel Leistner (* 1965) ist ein deutscher Comiczeichner, Theaterschauspieler, Intendant der Faust-Festspiele Pottenstein, Regisseur und Intendant der Shakespeare-Spiele-Ludwigsstadt, Leiter der Werkbühne für den Landkreis Kronach, sowie Mitbegründer und ehemaliger Intendant der Faust-Festspiele Kronach.

## Leben
Leistner studierte Literatur- und Theaterwissenschaft, Germanistik, Komparatistik und Geschichte an der Universität Bayreuth und schloss eine Ausbildung im Studiengang Angewandte Theaterwissenschaft der Universität Mainz ab. Als Schauspieler und Regisseur wirkte er in verschiedenen freien Gruppen in Deutschland und Österreich, wie zum Beispiel am Schauspielhaus Nürnberg, beim Innviertler Theater-Aufstand und am Wiener Unterhaltungs-Theater. Einige seiner eigenen Stücke wurden in Wien und Kiel uraufgeführt. Er arbeitet zudem als Autor für Radio-Comedy, Hörbuch-Sprecher und Hörbuch-Regisseur und veröffentlichte neben Cartoons, Grafiken und Comics in verschiedenen Magazinen und Zeitschriften auch eigenständige Comic-Bücher.
Leistner ist einer der dienstältesten Intendanten im deutschsprachigen Raum. Er leitete die Faust-Festspiele Kronach von der Gründung 1995 bis zu deren Ende 2015, darüber hinaus seit 2011 die Shakespeare-Spiele Ludwigsstadt und seit 2016 die Faust-Festspiele, die ihren Spielort 2021 von Pegnitz nach Pottenstein verlegt haben.

## Auszeichnungen
- 1990 Kulturförderpreis des Landkreises Kronach für die Werkbühne Kronach
- 1991 Preisträger des 1. Nürnberger Autorenstipendiums
- 1994 Kaspar-Zeuß-Preis der Stadt Kronach
- 2004 Kulturpreis der oberfränkischen Wirtschaft für die Faust-Festspiele Kronach[2]